# Macrocycle
Un macrocycle est une macromolécule cyclique ou partie cyclique macromoléculaire d'une macromolécule. Cependant, le terme macrocycle est aussi utilisé pour désigner des molécules à grands cycles qui ne répondent pas aux critères de définition des macromolécules.
Ainsi, en chimie non macromoléculaire, un macrocycle est une molécule organique avec une grande structure cyclique, habituellement contenant au moins 15 atomes. Par exemple, les porphyrines sont des macrocycles.
Il existe aussi des exemples de macrocycles inorganiques et de macrocycles organométalliques. Certains macrocycles peuvent s'enlacer pour former un ou plusieurs nœuds ou encore, être interpénétrés par une autre molécule longiforme. Il s'agit respectivement de caténanes et de rotaxanes.

## Molécules macrocycliques
Parmi les molécules macrocycliques on compte :
- les annulènes, simples hydrocarbures conjugués ;
- les calixarènes issus de la condensation d'un phénol sur un aldéhyde. De ces composés dérivent les  thiacalixarènes (en), où l'aldéhyde est remplacé par un composé soufré, et également les résorcinarènes (en), où le phénol est le résorcinol
- les cucurbituriles, macrocycles composés de monomères glycolurile ;
- les cyclodextrines, oligosaccharides cycliques ;
- les cyclopeptides et cyclodepsipeptides ;
- les cyclophanes, hydrocarbures constitués d'au moins une unité aromatique reliée entre elle par une chaîne aliphatique. On parle de pillararènes lorsque l'unité aromatique est une hydroquinone ;
- les éthers couronnes et leurs dérivés azotés, aza-éther-couronne ;
- les métallamacrocycles, équivalents organométalliques des macrocycles. Ils possèdent, de ce fait, au moins un centre métallique au sein de l'assemblage circulaire ;
- les porphyrines, issues de la réaction d'un pyrrole sur un aldéhyde et leurs dérivées phtalocyanines, issues des dérivés principalement azotés de l'acide phtalique.

[18]Annulène
tert-butylcalix[4]arène
Calix[4]résorcinarène
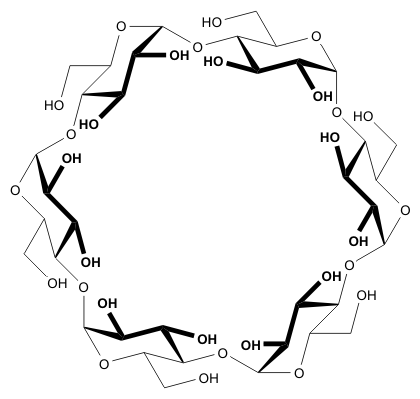
α-cyclodextrine
Un cyclodepsipeptide, la valinomycine
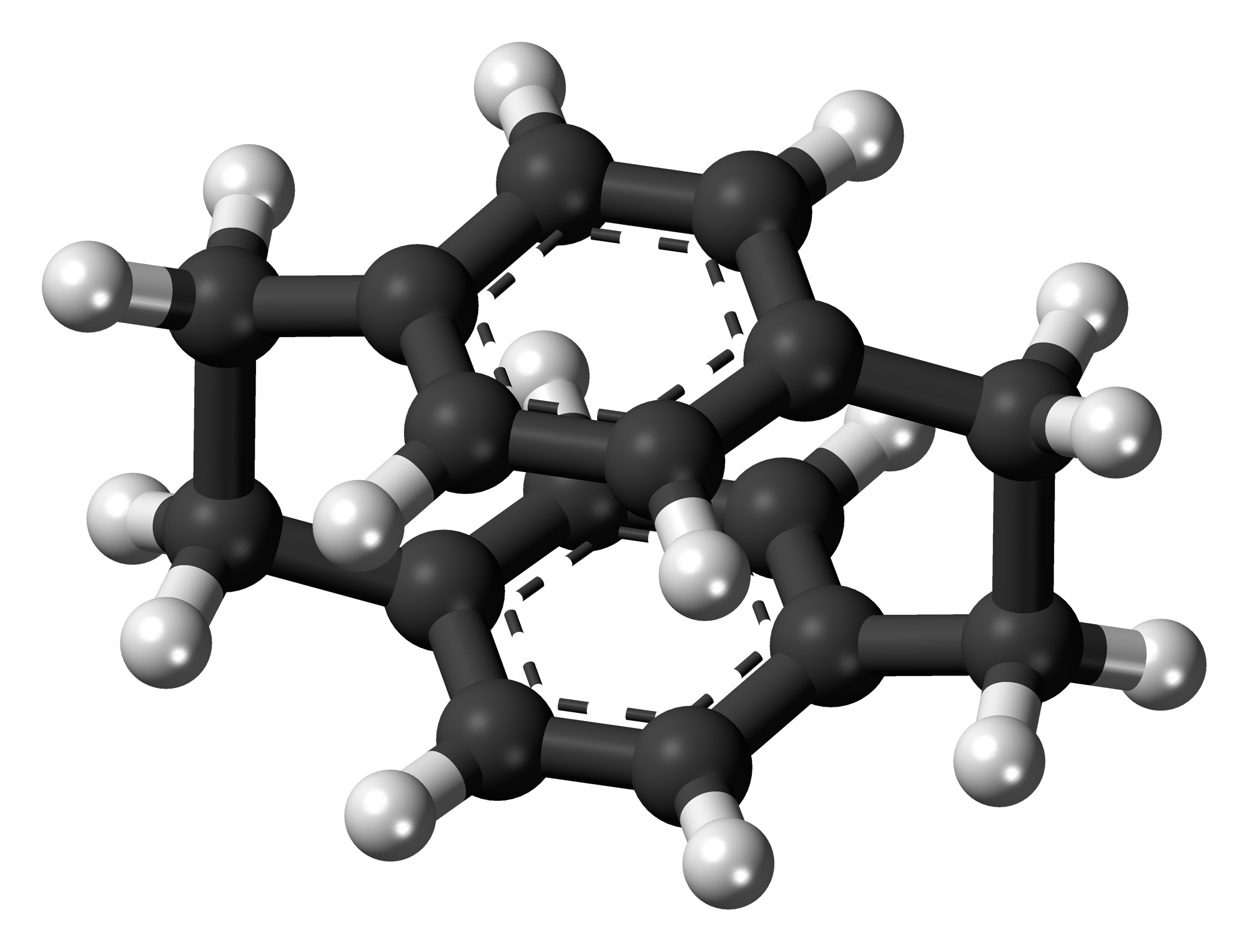
p-cyclophane
18-couronne-6
Porphyrine
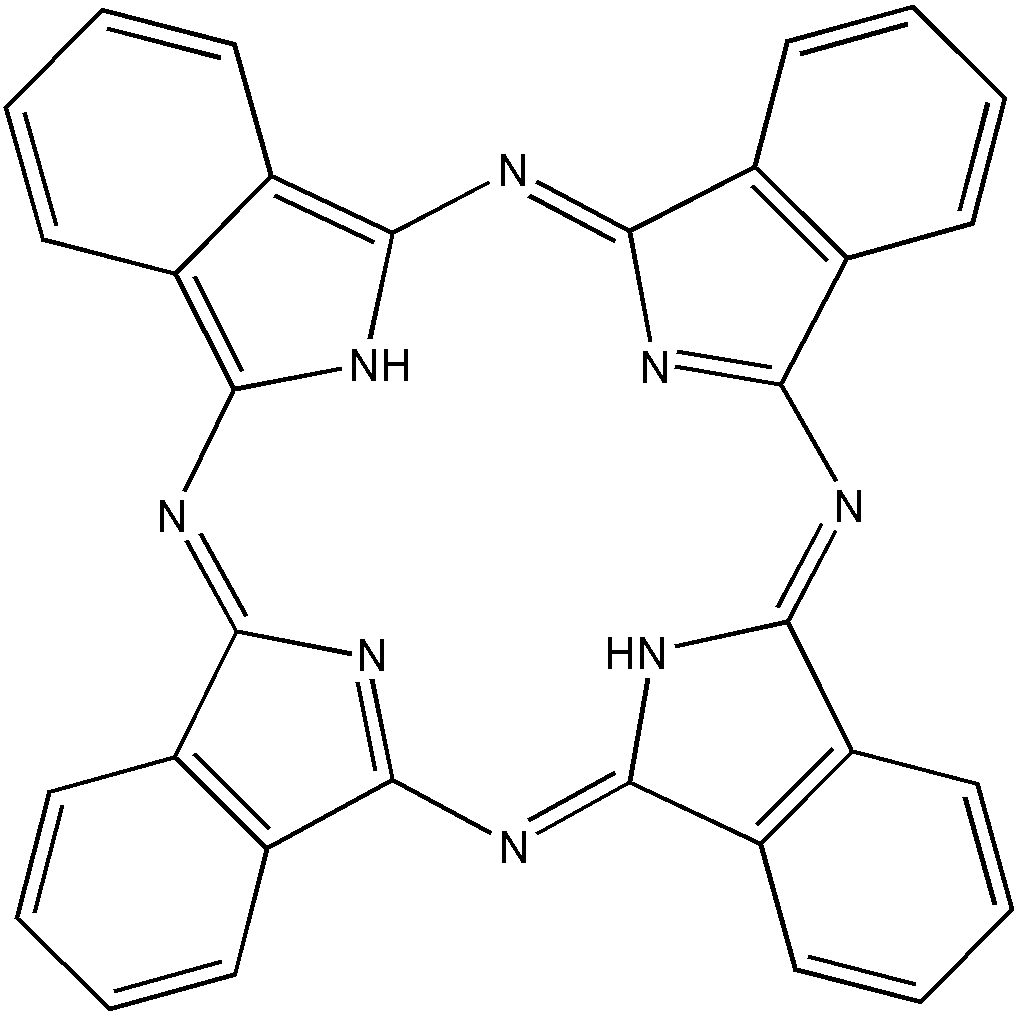
Phtalocyanine